# Starkville (Colorado)
Pour les articles homonymes, voir Starkville.
Starkville est une ville statutaire située dans le comté de Las Animas, Colorado, États-Unis.
Sa population était de 59 habitants au recensement de 2010.

## Historique
Fondée en 1865 et s'appelant à l'époque San Pedro, la ville est nommée Starkville en l'honneur de son premier propriétaire, Albert G.Stark, un propriétaire de mines de charbon. En 1900, la ville, très active du fait de ses mines de charbon, compte plus de 3 000 habitants. Depuis la fermetures de ces dernières en 1922, la ville n'a plus ses activités d'antan et la population a nettement diminué.

## Géographie
Starkville est localisé à 37° 07′ 02″ N, 104° 31′ 28″ O (37.117262, -104.524527).
Selon le bureau de recensement des États-Unis, la surface totale de la ville est de 0,26 km2.

## Démographie

### 2000
Selon le recensement de 2000, Starkville était habité par 128 personnes cette année-là, dont 42 ménages et 30 familles. La densité de la population atteignait les 494,2 personnes par kilomètre carré dont 64,06 % d'Hispaniques.
Le revenu médian par ménage était de 42 708 $ et par famille de 50 000 $. Les hommes ont un revenu médian supérieur à celui des femmes, de 30 417 $ contre 19 844 $. Le revenu par habitant était en 2000 de 14 297 $. 10,1 % de la population de la ville vivaient alors sous le seuil de pauvreté, dont 18,2 % étaient âgés de moins de 18 ans et 22,2 % de plus de 64 ans.

### 2010
Selon le recensement de 2010, il y avait 59 personnes, dont 26 ménages et une majorité d'hispaniques. Parmi les 26 ménages, 23,1 % avaient des enfants de moins de 18 ans sous leur toit, 46,2 % étaient des couples mariés vivant ensemble et 11,5 % étaient occupé par une femme propriétaire. 34,6 % des ménages ne constituaient pas une famille et 30,8 % étaient formés de personnes seules. La taille moyenne d'un ménage vivant à Starkville en 2010 est de 2,27 personnes. En parallèle, la taille moyenne d'une famille est alors de 2,76.
22,1 % de la population étaient âgée de moins de 19 ans, 6,8 % de 20 à 24 ans, 22,1 % de 25 à 44, 35,7 % de 45 à 64 et 13,6 % de 65 ans à plus. L'âge médian de la ville de Starkville en 2010 est donc de 44,5 ans.
Le revenu médian par ménage est de 46 250 $ et 51 250 $ par famille.
| 1960 | 1970 | 1980 | 1990 | 2000 | 2010 |
| ---- | ---- | ---- | ---- | ---- | ---- |
| 261  | 166  | 127  | 104  | 128  | 59   |